# Чёрный Верх
Чёрный Верх — село в Арсеньевском районе Тульской области России.
В рамках административно-территориального устройства входит в состав Ясенковского сельского округа Арсеньевского района, в рамках организации местного самоуправления входит в муниципальное образование Астаповское со статусом сельского поселения в составе муниципального района.

## География
Село находится в юго-западной части Тульской области, в лесостепной зоне, в пределах юго-западного склона Среднерусской возвышенности, к югу от реки Исты, на расстоянии примерно 7 километров (по прямой) к юго-востоку от Арсеньева, административного центра округа. Абсолютная высота — 227 метров над уровнем моря.

### Климат
Климат характеризуется как умеренно континентальный, с умеренно холодной зимой и тёплым неустойчивым летом. Среднегодовая многолетняя температура воздуха составляет 4,3 °С. Средняя температура воздуха летнего периода — 18,7 °С (абсолютный максимум — 37 °С); зимнего периода — −9,8 °C (абсолютный минимум — −42 °С). Безморозный период длится в среднем 145 дней. Среднегодовое количество атмосферных осадков составляет 524 мм, из которых большая часть (около 70 %) выпадает в тёплый период. Снежный покров держится около 140 дней. В розе ветров преобладают ветры западного и юго-западного направлений.

### Часовой пояс
Село Чёрный Верх, как и вся Тульская область, находится в часовой зоне МСК (московское время). Смещение применяемого времени относительно UTC составляет +3:00.

## Население
| 2010 | 2014 | 2015 |
| ---- | ---- | ---- |
| 1    | →1   | →1   |

### Известные уроженцы
21 декабря 1806 года (по старому стилю) в Чёрном Верхе в семье дьячка местной Дмитриевской церкви родился Ефим Поликарпович Орлинский, в монашестве Евсевий — видный деятель Русской православной церкви, архиепископ Могилёвский и Мстиславский, член Святейшего Синода, духовный писатель.